# Ischnocampa huigra
Ischnocampa huigra là một loài bướm đêm thuộc phân họ Arctiinae, họ Erebidae.